# Улф Кристерсон
Улф Хјалмар Ед Кристерсон (Лунд, 29. децембра 1963) шведски је политичар. Он је на функцији премијера Шведске од октобра 2022. године. Био је лидер Умерене странке (М) од октобра 2017. и члан Риксдага (МП) округа Седерманланд од 2014. и округа Стокхолм од 1991. до 2000. Претходно је био министар за социјално осигурање од 2010. до 2014. и као председник Умерене омладинске лиге од 1988. до 1992.
Дана 11. децембра 2014. именован је за министра финансија у сенци Умерене странке и портпарола економске политике. Кристерссон је 1. октобра 2017. године изабран за партијског лидера Умерене партије након што је Ана Кинберг Батра дала оставку. Под његовим вођством, М се отворио према Шведским демократама (СД) и до краја 2021. формирао је неформални десничарски савез са њима и две странке десног центра распуштене Алијансе. На општим изборима у Шведској 2022. тај блок је добио већину у Риксдагу, што је довело до избора Кристерссона за премијера 17. октобра.

## Биографија

### Младост
Улф Кристерсон је рођен у Лунду, округ Скане, као најстарије од троје деце Ларса Кристерсона (1938–2015) који је радио са економијом и учитељицом Карин Кристерсон ( рођена Акселсон; 1938–2020). Породица се преселила у Торсхала изван Ескилстуне пет година касније. У младости, Кристерсон је био трупни гимнастичар. Кристерссон је завршио средњу школу у гимназији С:т Ескилс у Ескилстуни . Након дипломирања, Кристерссон је служио војни рок као командир вода у пуку Упланд од 1983. до 1984. и завршио је диплому економије на Универзитету у Упсали .

### Рана политичка каријера
У вези са општим изборима у Шведској 1985. године, био је запослен као активиста у Умереној омладинској лиги (МУФ) у Сормланду . 26. новембра 1988. постао је нови председник МУФ-а, наследивши Беатрис Аск . Године 1991. власт је преузео Билтов кабинет десног центра, а Кристерссон је постао посланик. Био је у Одбору за социјално осигурање. Убрзо постаје гласни критичар кризног споразума владе са социјалдемократама . У то време, Кристерссон је развио пријатељство са бившим партијским лидером, Госта Бохманом, који је, у неким аспектима, такође подржавао његову критику Билтовог кабинета .

### Премијер Шведске (2022—данас)
Дана 18. октобра 2022. године, Кристерсона је према уставним захтевима шведски краљ званично идентификовао као новог премијера, након што је раније тог дана најавио свој програм у говору пред Риксдагом након чега је идентификовао чланове изабране за његов кабинет.
Кристерсон и Еба Буш су 27. октобра 2022. најавили компензацију субвенције од 55 милијарди (СЕК) у вези са високим повећањем рачуна за струју; субвенција ће се исплаћивати само у зонама цена енергије три и четири у јужним деловима Шведске.